# Doktorandusz
A doktorandusz (doktoranda) (Drd.) olyan egyetemi végzettségű szakember, aki doktori (PhD vagy DLA) fokozat megszerzésére készül.
A doktoranduszok helyzete országonként eltérő lehet. Míg Magyarországon a doktoranduszok hallgatói jogviszonyban állnak egy egyetemmel, addig Európa számos országában munkavállalóként, munkaszerződéssel foglalkoztatják őket egyetemeken vagy kutatóintézetekben. A doktoranduszok gyakran oktatási feladatot is kapnak, és szemináriumokat vagy gyakorlatokat vezetnek.
Magyarországon a doktoranduszoknak szervezett képzésben kell részt venniük, amelyet a doktori iskola szervez. A doktori képzés folyhat nappali és levelező tagozaton, utóbbi esetben költségtérítéssel. A doktori képzés időtartama hazánkban 8 félév. A doktorandusz a képzés végén abszolutóriumot szerez. Ez az abszolutórium a doktori iskola sikeres elvégzését igazolja, de még nem jelent tényleges fokozatot.
A doktorandusznak az abszolutóriumot követően 3 esztendő áll rendelkezésére, hogy benyújtsa doktori disszertációját. A védés előtt komplex szóbeli vizsgát, doktori szigorlatot kell tennie az adott tudományterület fő- és melléktárgyaiból.
A védés során a jelöltnek az opponensek, vagyis a bírálók kritikáira, kommentárjaira kell válaszolnia. A védés kimeneteléről a bírálóbizottság szavazással dönt. Sikeres védés esetén a doktorandusz elnyeri a doktori, vagyis PhD fokozatot. A doktori oklevél minősítése rite, cum laude, illetve summa cum laude (legnagyobb dicséret, színjeles) lehet.
Magyarországon a jogászok, orvosok, gyógyszerészek, állatorvosok, valamint az államtudományi képzésen végzettek külön doktori értekezés nélkül, az egyetemi képzés végén, automatikusan doktori címet kapnak, ami nem minősül tudományos fokozatnak.
Magyarországon a doktoranduszok érdekképviseletét, illetve érdekvédelmét a Doktoranduszok Országos Szövetsége látja el. 